# Калеидоскоп – пројектни приступ учењу
Калеидоскоп – пројектни приступ учењу је научна монографија редовне професорке Филозофског факултета Универзитета у Београду Живке Крњаје и редовне професорке у пензији Драгане Павловић Бренеселовић, објављена 2017. године. Представља публикацију која је развијена у оквиру научно-истраживачког пројекта „Калеидоскоп – диверсификација облика и програма предшколског васпитања и образовања” који је у сарадњи са Министарством просвете, науке и технолошког развоја Републике Србије и Уницефом реализовао Институт за педагогију и андрагогију Филозофског факултета Универзитета у Београду, као комплементаран пројекту „Вртићи без граница 2 – квалитетно инклузивно предшколско васпитање и образовање”, уз финансијску подршку Швајцарске агенције за развој и сарадњу.

## О ауторкама
Живка Крњаја је редовни професор на Одељењу за педагогију и андрагогију Филозофског факултета Универзитета у Београду. Професорка је на предметима из области предшколске педагогије на основним, мастер и докторским студијама и предмету Развијање и евалуација програма на основним студијама. Ауторка је књига Увод у педагогију, Контекст у учењу и подучавању и Где станује квалитет – Развијање праксе дечјег вртића. Коаутор је књига Од учења ка подучавању, Где станује квалитет – политика грађења квалитета у предшколском васпитању и Калеидоскоп – Основе диверсификованих програма предшколског васпитања. Бави се проблематиком учења предшколске деце, дечјом игром и стваралаштвом, истраживањима практичара, развијањем и евалуацијом образовних програма.
Драгана Павловић Бренеселовић је редовни професор у пензији на Одељењу за педагогију и андрагогију Филозофског факултета Универзитета у Београду. Професорка је на предметима из области предшколске педагогије на основним, мастер и докторским студијама и предмету Развијање и евалуација програма на основним студијама. Ауторка је књига Од природних непријатеља до партнера – системски приступ односу породице и јавног васпитања, Где станује квалитет – Истраживање са децом праксе дечјег вртића, Игровница: водич за родитеље и Положај детета у дечјем вртићу и првом разреду основне школе. Коаутор је књига Где станује квалитет – политика грађења квалитета у предшколском васпитању, Интерактивна настава, Модели различитих облика предшколског васпитања, Интерактивна обука: приручник за обуку водитеља интерактивне обуке, Партнерски однос у васпитању: приручник за обуку васпитача, Тимски рад у васпитној пракси: приручник за обуку васпитача и Калеидоскоп – Основе диверсификованих програма предшколског васпитања.

## О књизи
Монографија, према речима професорке др Јасмине Клеменовић из рецензије, представља пројектни приступ учењу као интегрисану стратегију различитих видова учења у којима деца развијају диспозиције за целоживотно учење. У пројектима заједно учествују деца и одрасли (васпитачи, родитељи и други чланови локалне заједнице) учећи једни од других, током решавања проблема који за њих имају смисла, представљају изазов и повезују их. Ауторке уводе практичаре у пројектни приступ учењу упутствима за избор поступака којима се подстиче учешће деце и других одраслих у различитим фазама пројекта чиме се обезбеђује вођење процеса откривања живота у заједници и у деликатне процесе праћења и документовања, како наводи професорка др. Јасмина Клеменовић. Како саме ауторке у уводу наводе, књига садржи приче о пројектима из праксе дечјих вртића које илуструју различите ситуације у којима деца и одрасли заједно истражују и показују да учити значи заједно истраживати, радити и живети у заједници. Монографија се састоји из два дела, у првом су дата схватања пројектног приступа учењу као једног од начина развијања полазишта Калеидоскопа, а други део чине примери праксе из предшколских установа у којима се развијају програми засновани на Калеидоскопу.